# Frontenaud
Frontenaud est une commune française située dans le département de Saône-et-Loire, en région Bourgogne-Franche-Comté.

## Géographie

### Localisation
Frontenaud fait partie de la Bresse louhannaise.

### Climat
Pour des articles plus généraux, voir Climat de la Bourgogne-Franche-Comté et Climat de Saône-et-Loire.
En 2010, le climat de la commune est de type climat océanique dégradé des plaines du Centre et du Nord, selon une étude du Centre national de la recherche scientifique s'appuyant sur une série de données couvrant la période 1971-2000. En 2020, Météo-France publie une typologie des climats de la France métropolitaine dans laquelle la commune est exposée à un climat semi-continental et est dans la région climatique Bourgogne, vallée de la Saône, caractérisée par un bon ensoleillement (1 900 h/an), un été chaud (18,5 °C), un air sec au printemps et en été et des vents faibles.
Pour la période 1971-2000, la température annuelle moyenne est de 11,2 °C, avec une amplitude thermique annuelle de 17,5 °C. Le cumul annuel moyen de précipitations est de 1 032 mm, avec 12 jours de précipitations en janvier et 8,1 jours en juillet. Pour la période 1991-2020, la température moyenne annuelle observée sur la station météorologique de Météo-France la plus proche, « Varennes-st-sa », sur la commune de Varennes-Saint-Sauveur à 9 km à vol d'oiseau, est de 12,1 °C et le cumul annuel moyen de précipitations est de 1 043,2 mm. 
La température maximale relevée sur cette station est de 39,4 °C, atteinte le 24 août 2023 ; la température minimale est de −16,4 °C, atteinte le 20 décembre 2009,,.
Les paramètres climatiques de la commune ont été estimés pour le milieu du siècle (2041-2070) selon différents scénarios d'émission de gaz à effet de serre à partir des nouvelles projections climatiques de référence DRIAS-2020. Ils sont consultables sur un site dédié publié par Météo-France en novembre 2022.

## Urbanisme

### Typologie
Au 1er janvier 2024, Frontenaud est catégorisée commune rurale à habitat dispersé, selon la nouvelle grille communale de densité à sept niveaux définie par l'Insee en 2022.
Elle est située hors unité urbaine et hors attraction des villes,.

### Occupation des sols
L'occupation des sols de la commune, telle qu'elle ressort de la base de données européenne d’occupation biophysique des sols Corine Land Cover (CLC), est marquée par l'importance des territoires agricoles (81,1 % en 2018), en diminution par rapport à 1990 (86 %). La répartition détaillée en 2018 est la suivante : prairies (41 %), zones agricoles hétérogènes (27,1 %), terres arables (13 %), forêts (12,7 %), zones urbanisées (3 %), espaces verts artificialisés, non agricoles (2,2 %), zones industrielles ou commerciales et réseaux de communication (1 %). L'évolution de l’occupation des sols de la commune et de ses infrastructures peut être observée sur les différentes représentations cartographiques du territoire : la carte de Cassini (XVIIIe siècle), la carte d'état-major (1820-1866) et les cartes ou photos aériennes de l'IGN pour la période actuelle (1950 à aujourd'hui).

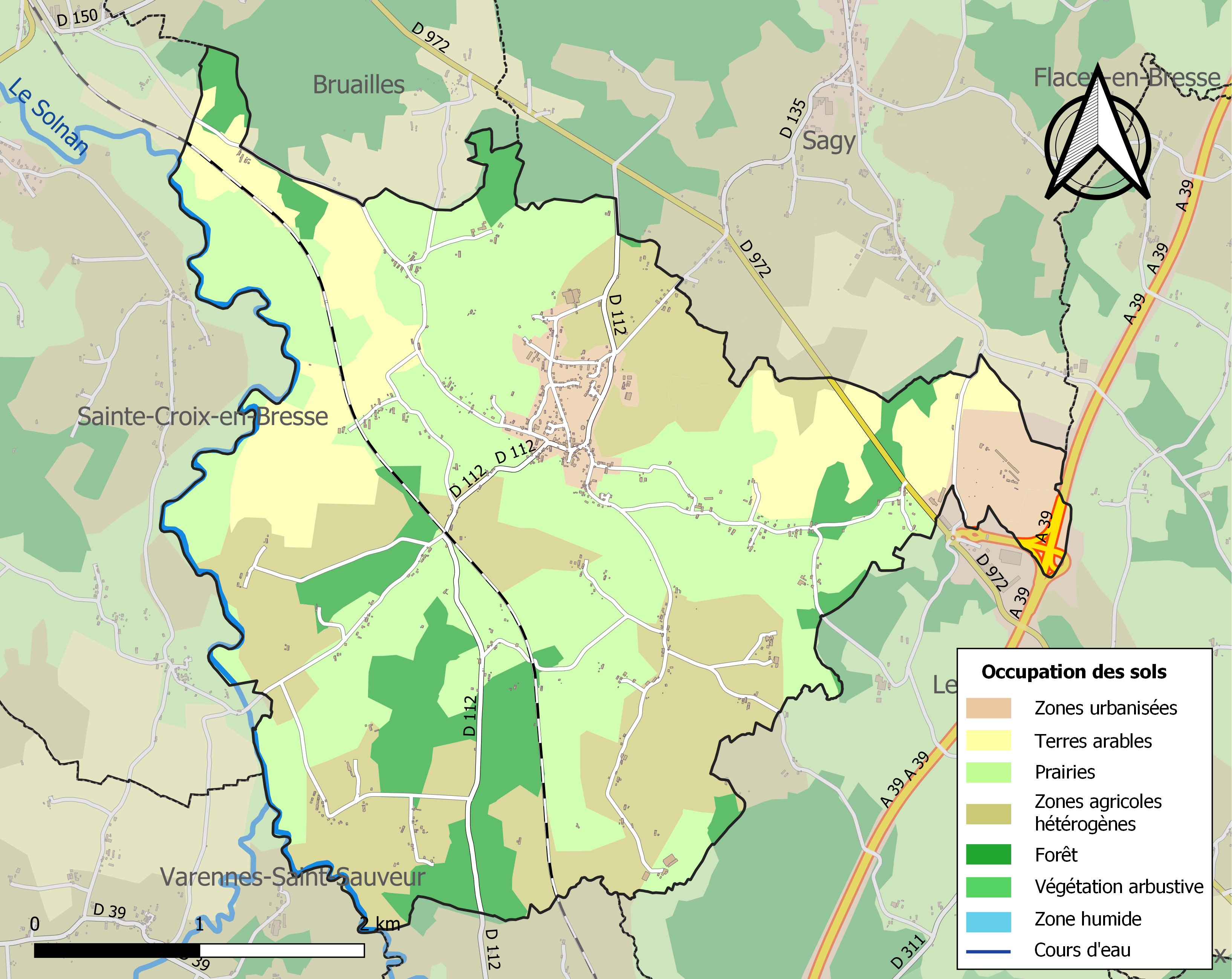
Carte des infrastructures et de l'occupation des sols de la commune en 2018 (CLC).

## Histoire
L'église de style gothique flamboyant abrite un retable de la première moitié du XVIe siècle.
Frontenaud était autrefois un village de tradition d'eau et comptait vers 1856 sept moulins alimentés par la Gizia, la Dourlande et le bief de l'étang d'Essart. Le moulin du Venay sur la Gizia est encore bien conservé.

## Politique et administration

### Tendances politiques et résultats

#### Élections présidentielles
Le village de Frontenaud place en tête à l'issue du premier tour de l'élection présidentielle française de 2017, Marine Le Pen (RN) avec 28,39 % des suffrages. Mais lors du second tour, Emmanuel Macron (LaREM) est en tête avec 51,53 %.

#### Élections législatives
Le village de Frontenaud faisant partie de la quatrième circonscription de Saône-et-Loire, place lors du 1er tour des élections législatives françaises de 2017, Cécile Untermaier (PS) avec 34,55 % ainsi que lors du second tour avec 65,67 % des suffrages.
Lors du 1er tour des élections législatives françaises de 2022, Cécile Untermaier (PS), députée sortante, arrive en tête avec 42,19 % des suffrages comme lors du second tour, avec cette fois-ci, 57 % des suffrages.

#### Élections régionales
Le village de Frontenaud place la liste « Notre Région Par Cœur » menée par Marie-Guite Dufay, présidente sortante (PS) en tête, dès le 1er tour des élections régionales de 2021 en Bourgogne-Franche-Comté, avec 28,40 % des suffrages. Lors du second tour, les habitants décideront de placer de nouveau la liste de « Notre Région Par Cœur » menée par Marie-Guite Dufay, présidente sortante (PS) en tête, avec cette fois-ci, près de 42,25 % des suffrages. Loin devant les autres listes menées par Gilles Platret (LR) en seconde position avec 27,81 %, Julien Odoul (RN), troisième avec 24.60 % et en dernière position celle de Denis Thuriot (LaREM) avec 5,35 %. Il est important de souligner une abstention record lors de ces élections qui n'ont pas épargné Le village de Frontenaud avec lors du premier tour 64,26 % d'abstention et au second, 60,54 %.

#### Élections départementales
Le village de Frontenaud faisant partie du canton de Cuiseaux place le binôme de Frédéric Cannard (DVG) et Sylvie Chambriat (DVG), en tête, dès le 1er tour des élections départementales de 2021 en Saône-et-Loire avec 62,13 % des suffrages. Lors du second tour, les habitants décideront de placer de nouveau le binôme de Frédéric Cannard (DVG) et Sylvie Chambriat (DVG), en tête, avec cette fois-ci, près de 74,19 % des suffrages. Devant l'autre binôme menée par Sébastien Fierimonte (DIV) et Carole Rivoire-Jacquinot (DIV) qui obtient 25,81 %. Il est important de souligner une abstention record lors de ces élections qui n'ont pas épargné le village de Frontenaud avec lors du premier tour 64,26 % d'abstention et au second, 60,33 %.

### Liste des maires de Frontenaud

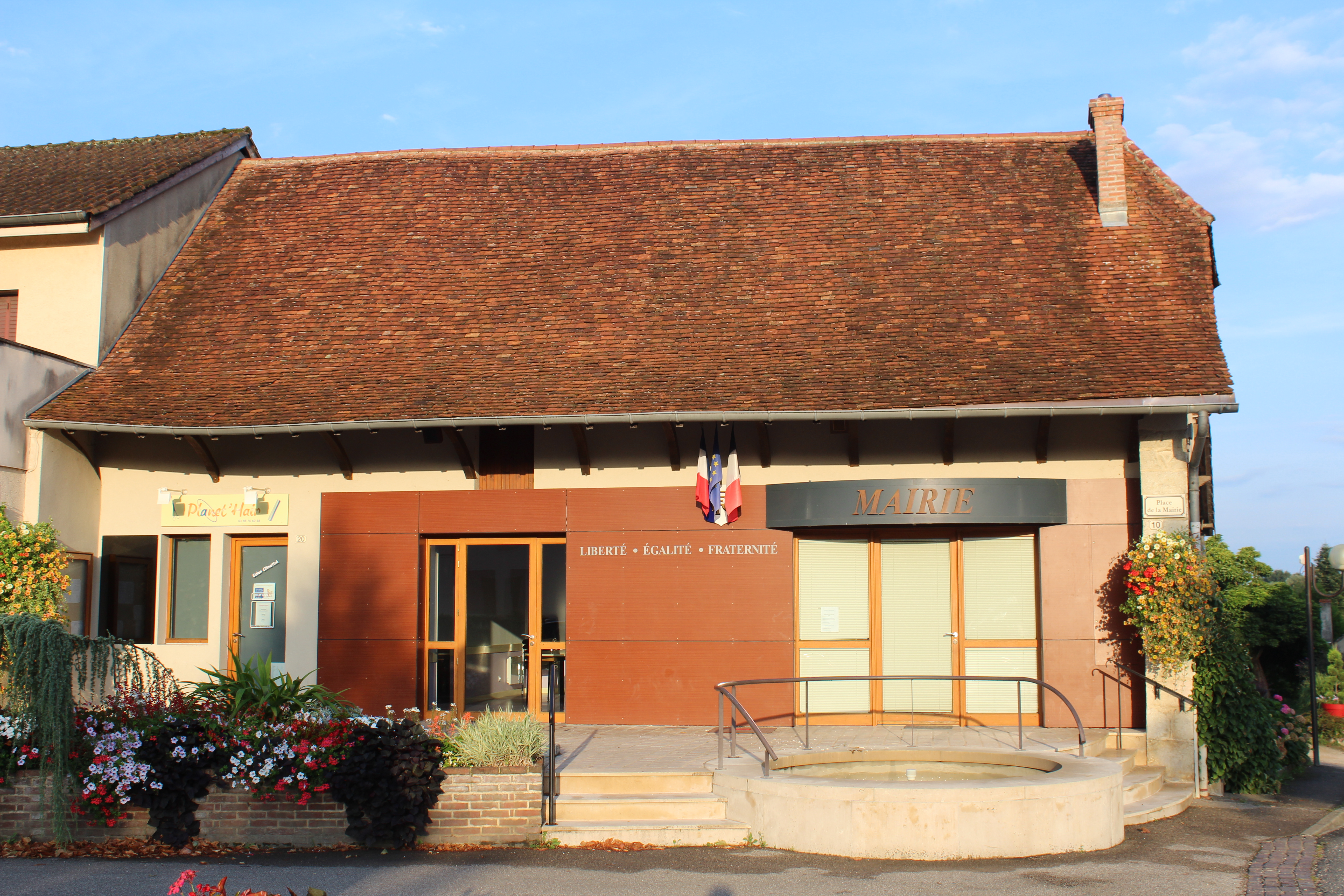
Mairie.

| Période                                  | Période       | Identité           | Étiquette | Qualité |
| ---------------------------------------- | ------------- | ------------------ | --------- | ------- |
| mars 1989                                | mars 2008     | Michel Vandroux    |           |         |
| mars 2008                                | mars 2020     | Maryvonne Berthaud |           |         |
| mars 2020                                | novembre 2021 | Blaise Steurer     |           |         |
| décembre 2021                            | en cours      | Christine Lourot   |           |         |
| Les données manquantes sont à compléter. |               |                    |           |         |

## Démographie
L'évolution du nombre d'habitants est connue à travers les recensements de la population effectués dans la commune depuis 1793. Pour les communes de moins de 10 000 habitants, une enquête de recensement portant sur toute la population est réalisée tous les cinq ans, les populations de référence des années intermédiaires étant quant à elles estimées par interpolation ou extrapolation. Pour la commune, le premier recensement exhaustif entrant dans le cadre du nouveau dispositif a été réalisé en 2004.

En 2022, la commune comptait 726 habitants, en évolution de −1,36 % par rapport à 2016 (Saône-et-Loire : −1,06 %, France hors Mayotte : +2,11 %).
| 1793 | 1800 | 1806 | 1821 | 1831  | 1836  | 1841  | 1846  | 1851  |
| ---- | ---- | ---- | ---- | ----- | ----- | ----- | ----- | ----- |
| 812  | 955  | 904  | 981  | 1 091 | 1 071 | 1 119 | 1 146 | 1 183 |

| 1856  | 1861  | 1866  | 1872  | 1876  | 1881  | 1886  | 1891  | 1896  |
| ----- | ----- | ----- | ----- | ----- | ----- | ----- | ----- | ----- |
| 1 182 | 1 112 | 1 097 | 1 088 | 1 117 | 1 125 | 1 079 | 1 116 | 1 137 |

| 1901  | 1906  | 1911  | 1921 | 1926 | 1931 | 1936 | 1946 | 1954 |
| ----- | ----- | ----- | ---- | ---- | ---- | ---- | ---- | ---- |
| 1 098 | 1 084 | 1 029 | 902  | 941  | 937  | 836  | 824  | 761  |

| 1962 | 1968 | 1975 | 1982 | 1990 | 1999 | 2004 | 2006 | 2009 |
| ---- | ---- | ---- | ---- | ---- | ---- | ---- | ---- | ---- |
| 767  | 717  | 648  | 606  | 601  | 646  | 691  | 714  | 741  |

| 2014 | 2019 | 2022 | - | - | - | - | - | - |
| ---- | ---- | ---- | - | - | - | - | - | - |
| 741  | 728  | 726  | - | - | - | - | - | - |

## Culture locale et patrimoine

### Lieux et monuments

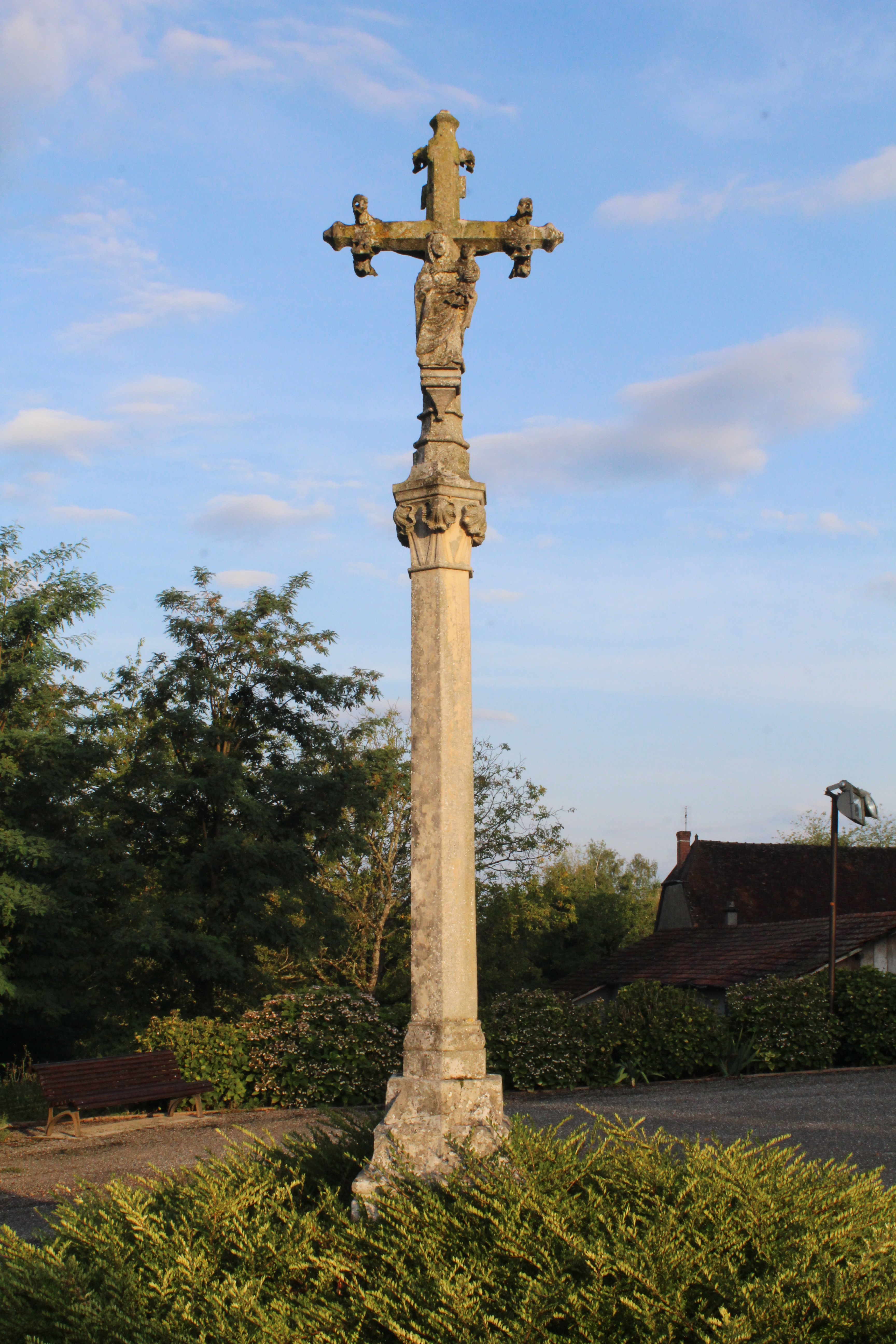
Croix du cimetière.

Sont à voir à Frontenaud, ville fleurie (deux fleurs) :
- l'église, placée sous le vocable de saint Étienne ;
- le cimetière de Frontenaud ;
- entre l'église et le cimetière : un calvaire du XVe (d'un côté est sculpté le Christ en croix et de l'autre une Vierge à l'Enfant tandis que les deux autres faces se terminent en forme de gargouille ; à la base sont sculptées des coquilles Saint-Jacques qui pourraient avoir un lien avec le chemin du pèlerinage du même nom) ;
- Moulins ;
- le château des Crozes, construit à partir de 1874 par l'architecte François Dulac pour Jules Logerotte (1823-1884), conseiller municipal de Frontenaud puis conseiller général du canton de Cuiseaux et finalement député de l'arrondissement de Louhans. Bel exemple d'architecture du XIXe siècle, ce château, qui abrite aujourd'hui l'administration d'un EHPAD, possède au rez-de-chaussée un grand salon orné d'intéressantes peintures exécutées par l'artiste Paul Pompon sur le thème de l'histoire de France[22] ;
- la source « Primerose ».

### Personnalités liées à la commune
- Gaspard-Élie Beuverand, seigneur bourguignon ayant vécu dans la commune au XVIIIe siècle.
- Michel Vandroux, maire de la commune de 1989 à 2008 et directeur de l’Harmonie de Frontenaud de 1970 à 2015.

### Héraldique
| Blason de Frontenaud | Blason  | Tiercé en pairle renversé : au 1er de sinople à un coq contourné d'argent, becqué d'or, crêté et langué de gueules et membré d'azur, au 2e d'azur à un lion d'hermine, au 3e d'argent à trois fasces ondées d'azur et à une roue de moulin d'or brochant sur les fasces. |
| Blason de Frontenaud | Détails | Le premier est pour le coq bressan, le deuxième est aux armes de la Bresse et enfin le dernier représente les trois cours d'eau qui traversent la commune. Création Jean-François Binon, adoptée le 18 décembre 2020.                                                    |

## Pour approfondir